# Warszawa Reduta Ordona
Warszawa Reduta Ordona – przystanek Warszawskiej Kolei Dojazdowej położony na granicy warszawskich dzielnic Wola i Ochota przy ul. Mszczonowskiej.

## Ruch pasażerski
| Rok  | Wymiana pasażerska na dobę |
| ---- | -------------------------- |
| 2017 | 200-299                    |
| 2022 | 0-9                        |

Przystanek Reduta Ordona znajduje się w pobliżu miejsca, w którym znajdowała się Reduta nr 54, opisywana m.in. w wierszu Reduta Ordona Adama Mickiewicza.
| Przewoźnik                 | Linia | Trasa | Takt       |
| -------------------------- | ----- | --- | ---------- |
| Warszawska Kolej Dojazdowa | A1    | Warszawa Śródmieście WKD - Warszawa Reduta Ordona - Pruszków WKD - Podkowa Leśna Główna - Grodzisk Maz. Radońska | 15/60 min. |
| Warszawska Kolej Dojazdowa | A12   | Warszawa Śródmieście WKD - Warszawa Reduta Ordona - Pruszków WKD - Podkowa Leśna Główna - Milanówek Grudów       | 30/60 min. |

## Opis
Przystanek składa się z dwóch peronów bocznych leżących naprzeciwko siebie, na których znajdują się blaszane wiaty przystankowe. Stacja obsługuje połączenia w kierunku Warszawy Śródmieście (peron 1) i w kierunku Grodziska Mazowieckiego (peron 2). Na przystanku nie ma pełnozakresowej kasy biletowej ani punktów sprzedaży biletów jednorazowych.
Pomiędzy peronami znajduje się przejazd kolejowo-drogowy położony w ciągu ul. Mszczonowskiej.